# Polisex
Polisex è un album di Ivan Cattaneo pubblicato nel 1983 dall'etichetta CGD.

## Tracce
LATO A:
1. Polisex
2. Madam Satan
3. Pupa
4. Extramore
5. Clinica Paradiso
6. Cha Cha Che Guevara

LATO B:
1. Kiss Me I'm Italian
2. Scarabocchio
3. Toro! Torero
4. Odio & Amore
5. Paradiso Noia
6. Bit Bit Urrà
7. Idolo Biondo
8. Narciso (Ivan Il Terribile)